# Platyceps ladacensis
Espèce
Synonymes
- Zamenis ladacensis Anderson, 1871
- Platyceps rhodorachis ladacensis (Anderson, 1871)

Platyceps ladacensis est une espèce de serpents de la famille des Colubridae.

## Répartition
Cette espèce se rencontre en Iran, dans le sud du Turkménistan, dans le sud de l'Ouzbékistan, dans l'ouest du Tadjikistan, en Afghanistan, au Pakistan et dans le nord-ouest de l'Inde.

## Publication originale
- Anderson, 1871 : A list of the reptilian accession to the Indian Museum, Calcutta from 1865 to 1870, with a description of some new species. Journal of the Asiatic Society of Bengal, vol. 40, no 1, p. 12-39 (texte intégral).